# Mrkosovice
Mrkosovice su naseljeno mjesto u općini Konjic, Federacija Bosne i Hercegovine, BiH.
Nalazi se u dolini Neretvice zvane Klis.

## Stanovništvo

### 1991.
Nacionalni sastav stanovništva 1991. godine, bio je sljedeći:
ukupno: 50
- Hrvati – 50

### 2013.
Na popisu 2013. godine bilo je bez stanovnika.

## Poznate osobe
- Smiljko Šagolj, bosanskohercegovački i hrvatski televizijski novinar

## Vanjske poveznice
- Satelitska snimka  Arhivirana inačica izvorne stranice od 25. studenoga 2020. (Wayback Machine)